# 長崎市立桜が丘小学校
長崎市立桜が丘小学校（ながさきしりつ さくらがおかしょうがっこう, 英: Nagasaki City Sakuragaoka Elementary School）は、長崎県長崎市小江原三丁目にある公立小学校。

## 概要
歴史
小江原地区の人口増加に伴い、1993年（平成5年）に設置された。2023年（令和5年）に創立30周年を迎えた。
校風
「友愛剛健」
学校教育目標
「思いやりがあり、強くてたくましい児童の育成」「やさしさいっぱい、元気いっぱい、やる気いっぱい」
校章
桜の花の絵を背景にして、中央に校名の「桜」の文字を置いている。
校歌
歌詞は3番まであり、4,5,6年生が合唱の高音、低音を受け持つ。1番2番3番とも、「桜が丘小学校」で終わる。

## 沿革
- 1993年（平成5年）
  - 4月1日 - 小江原地区の児童数増加により、「長崎市立桜が丘小学校」（現校名）が開校。長崎市立小江原小学校から一部生徒を移す。
  - 4月6日 - 開校式を挙行。
  - 6月15日 - 育友会（PTA）設立総会を実施。
  - 9月18日 - 校章を制定。
  - 10月2日 - 校歌を制定。
  - 11月8日 - 校旗を制定。
- 2026年（令和8年）4月1日 - 長崎市立手熊小学校を統合（予定）。

## 学校行事
- 運動会は春（5月）に行われている。
- 秋（10月 - 11月）にさくらありがとうコンサートが行われる。

## 通学区域
- 長崎市[1]
  - 小江原1丁目（23番17号、24番11号から24番21号まで、25番から30 番までおよび36番17号）、小江原3丁目、小江原4丁目、小江原5丁目

## 進学先中学校
- 長崎市立小江原中学校[1]

## アクセス
最寄りのバス停
- 長崎バス 「さくら通り」バス停

最寄りの県道
- 長崎県道112号長崎式見港線

## 周辺
- 周りを住宅地（小江原ニュータウン）に囲まれている。
- 長崎県立長崎北高等学校
- 長崎市立小江原小学校
- 小江原中央病院
- 長崎市消防局北消防署小江原出張所
- 第二ひかり幼稚園
- 小江原保育園
- ダイソー小江原店
- エレナ小江原店
- 小江川

## 関連事項
- 長崎県小学校一覧